# Cantone di Challans
Il Cantone di Challans è una divisione amministrativa dell'arrondissement di Les Sables-d'Olonne.
A seguito della riforma complessiva dei cantoni del 2014 è passato da 6 a 15 comuni.

## Composizione
Prima della riforma del 2014 comprendeva i comuni di:
- Bois-de-Céné
- Challans
- Châteauneuf
- Froidfond
- La Garnache
- Sallertaine

Dal 2015 comprende i comuni di:
- Apremont
- Bois-de-Céné
- Challans
- La Chapelle-Palluau
- Châteauneuf
- Falleron
- Froidfond
- La Garnache
- Grand'Landes
- Maché
- Palluau
- Saint-Christophe-du-Ligneron
- Saint-Étienne-du-Bois
- Saint-Paul-Mont-Penit
- Sallertaine